# Bear F. Braumoeller
Bear F. Braumoeller (Walnut Creek, 31 de enero de 1968-Oslo, 3 de mayo de 2023) fue un politólogo estadounidense especializado en conflictos internacionales, orden internacional, metodología estadística y modelos computacionales.

## Biografía

### Primeros años
Nació el 31 de enero de 1968 en Walnut Creek, California. Se graduó como Phi Beta Kappa de la Universidad de Chicago en 1990 con una licenciatura en Ciencias Políticas y escribió su tesis de último año bajo la dirección de Stephen Walt. En 1998 completó su doctorado en Ciencias Políticas en la Universidad de Míchigan con una tesis titulada Aislacionismo en las relaciones internacionales bajo la supervisión de Robert Axelrod.

### Carrera
Comenzó su carrera en 1998 como profesor asistente de Ciencias Políticas en la Universidad de Illinois, Urbana-Champaign, trasladándose al Departamento de Gobierno de la Universidad de Harvard de 2000 a 2007, antes de llegar a Ohio. Hasta el momento de su fallecimiento de desempeñaba como profesor de Ciencias Políticas en la Universidad Estatal de Ohio, donde ocupaba la Cátedra Baronov y Timashev de Análisis de Datos. Fue miembro visitante del Instituto Nobel Noruego en 2016 y fue nombrado miembro de la Asociación Estadounidense para el Avance de la Ciencia en 2021.
Dentro de su investigación es mejor conocido por desarrollar la primera teoría sistémica de las relaciones internacionales susceptible de prueba estadística, que culminó en su primer libro, The Great Powers and the International System: Systemic Theory in Empirical Perspective. El libro sintetiza las teorías realistas y liberales de las relaciones internacionales y especifica las formas en que los líderes individuales crean los contornos del sistema que a su vez limitan sus acciones. El libro ganó el Premio Anual al Mejor Libro 2014 de la Asociación de Estudios Internacionales y el Premio al Libro J. David Singer 2013 de la Conferencia ISA-Midwest. Más recientemente, publicó Only the Dead: The Persistence of War in the Modern Age, el primer libro en el que critica las afirmaciones de Steven Pinker sobre la disminución de la violencia en Los ángeles que llevamos dentro. Braumoeller sostiene que el análisis estadístico proporciona poca evidencia que respalde los mecanismos psicológicos que propone Pinker, argumentando en cambio que el surgimiento de las instituciones internacionales explica mejor la disminución en el uso de la fuerza interestatal. Dentro de la metodología política, es mejor conocido por desarrollar pruebas estadísticas adaptadas a los tipos de hipótesis comunes en el estudio de las relaciones internacionales, en particular, operadores booleanos, términos de interacción multiplicativos, el análisis de condiciones necesarias, y modelos computacionales.

### Fallecimiento
Falleció el 3 de mayo de 2023 en el Hospital Universitario de Oslo en Oslo, Noruega, tras una breve enfermedad.